# ジュウニセンフウチョウ
ジュウニセンフウチョウ（十二線風鳥、学名：Seleucidis melanoleucus）は、スズメ目フウチョウ科に分類される鳥類の一種。

## 分布
パプアニューギニア、ニューギニア、インドネシア